# My Friends Tigger & Pooh
My Friends Tigger & Pooh (Mis amigos Tigger y Pooh en Hispanoamérica y España) es una serie de televisión en animación 3-D para niños en edad preescolar basada en los libros de Winnie the Pooh escritos por A. A. Milne.
En esta nueva serie, se incorporan amigos a la banda: Darby, una niña de 6 años, Buster, el cachorro perro de la niña, Puercoespín, Tortuga, Carpintero, Castor, Mapache y Zorrillo. Fue estrenada el 12 de mayo de 2007. Esta serie se emitía en Playhouse Disney.
El tema musical que suena al comienzo de cada episodio, en su versión original, está escrito por Andy Sturmer y cantado por Kay Hanley.

## Sinopsis
Darby es una niña pelirroja de 6 años y tiene un perro como mascota llamado Buster. Junto a Winnie Pooh y Tigger, ambos resuelven misterios en el Bosque de los 100 Acres bajo el nombre de Los Super Detectives (Latinoamérica) o Súper Sabuesos (España)
Los misterios les suelen ocurrir a alguno de los amigos del Bosque, estando entre ellos Piglet, Ígor, Conejo, Cangu, su hijo Rito, Christopher Robin, Lumpy, su mamá, Puercoespín (Puercoespina en España), Tortuga, Carpintero, Castor, Mapache, Zorrillo, Holly, sus renos, los cuervos y las aves. Trabajando en equipo, Darby, Pooh, Tigger, y el cachorro Buster resuelven el problema ocurrido.

## Episodios
| Temporada | Temporada | Episodios   | Emisión original         | Emisión original     |
| Temporada | Temporada | Episodios   | Primera emisión          | Última emisión       |
| --------- | --------- | ----------- | ------------------------ | -------------------- |
|           | 1         | 26          | 12 de mayo de 2007       | 16 de agosto de 2008 |
|           | 2         | 19          | 27 de septiembre de 2008 | 12 de julio de 2009  |
|           | 3         | 18          | 8 de septiembre de 2009  | 9 de octubre de 2010 |
|           | Películas | 3 películas | 6 de diciembre de 2008   | 10 de abril de 2010  |

### Temporada 1 (2007-2008)
1. Conejo y el caso de los colinabos/Nadie hace sombra a Tigger
2. Cómo decir te quierito/El pequeño problema de Piglet
3. Eco, Eco de Piglet, Piglet/La catastrófica cometa de Rito
4. El cuento de Igor y cómo perdió la cola/Pooh, enciende la luz.
5. Lumpy se queda a dormir/Buenas noches, Pooh
6. Hoy Igor está triste/Tigger, es hora de dormir.
7. A Pooh no le suena la tripita /Corre que no corre, la corriente.
8. Buster, el supersabueso/La mascota de Lumpy
9. Tigger, ¿sabes silbar?/Piglet y el pozo en el suelo
10. Tigger, jagular hasta la médula/El nuevo inquilino de Conejo
11. Piratas del Bosque de los 100 Acres/Tigger tiene hipo
12. La cola de Darby/Servicio de reparto de Tigger
13. Que grande eres, Darby/Piglet le tiene miedo a los rayos
14. Persiguiendo al arcoíris de Pooh/Lumpy se pone morado
15. El amigo por carta de Puercoespín/Las mil y una sandías de Piglet
16. Igor viaja a la Luna/El increíble Rito menguante
17. El hogar dulce hogar de Igor/La calabaza de concurso de Conejo
18. Christopher Robin en el día de las gracias/Tortuga, no seas tortuga.
19. El problema doble de Pooh/Igor, que no se te quite el sueño.
20. En busca del diente perdido de Darby/Problemas de nieve, Rito.
21. Sinfonía para un conejo/ Tigger espera un copo
22. El baño de Buster/¿Dónde está la Luna?
23. El cocodrilo de Lumpy está roto/En busca del huevo perdido.
24. Las flores de Rito/Llamando a las puertas de Conejo
25. Christopher Robin nos sale rana/El problema piedriagudo de Piglet
26. Darby sin los sabuesos/¿Dónde está Buster?

### Temporada 2 (2008-2009)
1. Darby va en busca de Woozles/¿Como perdió el Tigger la raya?
2. A Tigger se lo saltan/Los Súper Sabuesos esperan para siempre
3. Que pequeño es el mundo/Darby y el misterio de la neblina
4. El árbol de las galletas de Pooh/Lumpy se une al coro
5. Conejo necesita silencio/El desesperado Castor
6. Las abejas de Pooh se marchan/El tesoro enterrado de Buster
7. No más miel para Pooh/Piglet se queda atascado
8. El problema de la nuez de Piglet/Echando de menos a Lumpy
9. Los objetos perdidos de Darby/El misterio de la mascota de Piglet
10. Piglet se queda sin voz/Conejo Divertido
11. Tigger en el museo/Un zorrillo que huele mal
12. El cumpleaños de Igor/El Tiglet y Pigger del mago Rito
13. Flores para Igor/El Conejito de pascua
14. Darby y el problema de ruedas/Tortuga sale de su caparazón
15. El poni de Darby/Las aves no asustadizas
16. Carpintero refresca la memoria/El amigo perdido de Darby
17. El buen gusto de Castor/Tigger puede ayudar
18. Darby, la niñera de plantas/El ruiseñor de Pooh
19. Las vacaciones de Holly/El arte encontrado de Piglet

### Temporada 3 (2009-2010)
1. La canción de la calabaza de Conejo/Pooh se pone azul
2. Conejo se convierte en calabaza/Tigger de cabeza
3. Un mal día para Pooh/Investigando en el viento
4. Ya eres grande, Rito/Tortuga y las aves
5. El puntiagudo predicamento de Darby/El monstruo debajo de la cama de Piget
6. La invitación de Tigger/Un caso de Halloween de Darby
7. Tigger limpia la casa/El detective Buster
8. Rito quiere ayudar/Una sorpresa para los Super Detectives
9. Reventando la burbuja de Pooh/Castor y Zorrillo
10. Puercoespín usa sus sentidos/La gran carrera de Conejo y Tortuga
11. Piglet pide un deseo/Las ardillas traviesas
12. La batalla contra la nieve de Lumpy/Los gusanos de Darby
13. Pooh y Piglet pierden su lugar/La nube negra de Igor
14. La flauta perdida de Puercoespín/El día de fotos de Darby
15. Darby-saurio/Doble Caso de Darby
16. Darby hace limonada/Bailando con Darby
17. El yoyó de Tigger/Pooh pierde su camisa
18. El problema de la miel de Pooh /El lugar favorito de Darby

### Películas
1. SuperSabuesos en Navidad
2. Tigger y Pooh Celebración musical.
3. Los Super Sabuesos con Superpoderes

## Estructura del programa
- Primero Darby canta el tema de apertura que trata sobre la presentación de los personajes de la serie.
- Después Darby saluda a la audiencia y cuando ocurre un  problema a uno de los personajes tocan la Super Sirena y Tigger, Pooh, Darby y su mascota Buster van al Árbol Cambiante, y Darby le pregunta a la audiencia si quieren ser detectives también y ella les dice que digan el juramento, que hagan lo que ellos hacen.
- Posteriormente observan la Bandera Localizadora donde les dice a donde deben ir a resolver el problema o el misterio.
- Cuando comienzan a resolver el problema o el misterio, empiezan a pensar y comienza la canción llamada "Hora de pensar".
- Finalmente cuando terminan de resolver el problema o el misterio, dicen Misterio resuelto. Después dan un resumen del episodio y termina.

## Doblaje en español
| Personaje         | Actor de voz (Hispanoamérica)                     |
| ----------------- | ------------------------------------------------- |
| Winnie Pooh       | Humberto Vélez                                    |
| Tigger            | Jesse Conde                                       |
| Darby             | Melissa Gedeón                                    |
| Buster            | Georgina Sánchez                                  |
| Piglet            | Yamil Atala                                       |
| Conejo            | Mario Filio                                       |
| Igor              | Blas García                                       |
| Rito              | Emilio Ángeles                                    |
| Lumpy             | Iván Filio (1T), Pablo Filio (2T)                 |
| Cangu             | Gaby Cárdenas                                     |
| Christopher Robin | Héctor Cuevas Ireta                               |
| Dirección         | Francisco Colmenero, Gaby Cárdenas (Dir. Musical) |
| Traducción        | Luz María Mohar (1T), Cristina Camargo (2T)       |
| Estudio           | Diseño en Audio , en México DF, México.           |

## Producción
En diciembre de 2005, Disney anunció la creación de una nueva serie de televisión con un nuevo personaje femenino que reemplazaría a Christopher Robin como protagonista. My Friends Tigger & Pooh fue desarrollada por Walt Disney Television Animation, con la animación a cargo del estudio japonés Polygon Pictures. La serie fue producida ejecutiva y editada por Brian Hohlfeld. Después de prestar su voz a Piglet en la película de Halloween de Pooh, Heffalump, Travis Oates repitió su papel para la serie, sucediendo a John Fiedler, quien había fallecido el 25 de junio de 2005. Asimismo, Kyle Stanger y Jimmy Bennett fueron reemplazados por Oliver Dillon y Max Burkholder respectivamente en los papeles de Lumpy y Rito. La serie también marcó la última vez que Peter Cullen, Ken Sansom y Kath Soucie expresaron a Ígor, Conejo y Cangu, respectivamente, antes de que estos personajes fueran refundidos para la película Winnie the Pooh de 2011.

## Lanzamiento

### Transmisión
La serie se estrenó en el bloque Playhouse Disney de Disney Channel el 12 de mayo de 2007. Se renovó para una segunda temporada en junio de 2007 y para una tercera temporada en marzo de 2008. En 2018, My Friends Tigger & Pooh se lanzó en la plataforma de transmisión china Youku y luego estuvo disponible en Disney+.

## Recepción

### Respuesta crítica
Marilyn Moss, de Associated Press, calificó a My Friends Tigger & Pooh como una "serie encantadora", y señaló que "la animación es espléndida y los personajes conservan su encanto". Emily Ashby, de Common Sense Media, le dio al programa cuatro de cinco estrellas, elogiando sus mensajes positivos y escribiendo: "En general, este es un programa encantador que alienta a los niños a pensar críticamente sobre el mundo que los rodea al involucrarlos en la resolución de divertidos acertijos. Además, tiene canciones alegres, que a los niños seguramente les encantarán".

### Calificaciones
Durante su primera temporada, Mis amigos Tigger y Pooh fue la serie de televisión mejor valorada para niños de 2 a 5 años, con una calificación de 5,2. También tuvo un buen desempeño entre las mujeres de 18 a 49 años, con una calificación de 0,7, según Disney Channel. La serie siguió siendo el programa mejor valorado para niños de 2 a 5 años durante su segunda temporada.